# 阿只抜都
阿只抜都（あきばつ）は、『高麗史』および『朝鮮王朝実録』に登場する14世紀の倭寇の首領の名前。李成桂に討たれたとされるが、正体や出自等は不明。

## 概要
「高麗史」、「高麗史節要」によれば1380年、倭寇が500艘の軍勢で攻め寄せた。鎮浦に停泊した船団は軍勢を上陸させ、密集して城壁のように防御態勢をとった。これが逆に仇となり、羅世、崔茂宣率いる水軍の（朝鮮半島国家で初の）火砲攻撃により撃沈された。その結果、帰還手段を失った倭寇軍は各地を暴れまわることとなる。8月には咸陽が陥落し高麗兵500人と将軍2人が戦死、9月には南原が包囲された。その討伐に李成桂が将として軍を率いた。成桂も左足に矢を受けるほどの激戦で、倭寇も勇猛な首領に率いられ恐れを知らなかった。その首領の名が阿只抜都で、15、6歳の美貌の少年であり、白馬にまたがって剛勇無比であったという。成桂は生け捕りにしようと図ったが、配下の李豆蘭が「生け捕りにするには死傷者が出ます。それに全身、顔面まで防具をつけていて、射る隙がありません。」と進言した。成桂は「では自分が兜を射落としてやる。」と言い、始めに阿只抜都の兜の緒を射て切り、兜をかぶり直そうとした所に二の矢で兜を射落とした。直ちにその隙を狙った豆蘭が、阿只抜都を射殺した。首領を失った倭寇は意気喪失し、散々に討ち滅ぼされた。川の水は赤く染まり、6、7日は色が変わらなかったという。また、戦利品として千数百頭の馬を捕獲した。倭寇の残党は智異山に逃げ落ちたが、70余人に過ぎなかった。
この戦いは「荒山大捷（荒山の大勝利）」と呼ばれ、その名声が後に李成桂が勢力を築くきっかけの一つとなった。李氏朝鮮では太祖の輝かしい功績として語り継がれ、「朝鮮王朝実録」でも、16世紀の倭寇や文禄の役の対策会議に、阿只抜都の名と成桂の戦功が挙げられているのが記録されている。

## 出自の考察
阿只抜都とは高麗軍が名付けた呼び名であり、韓国語で「子供（アギ）」、モンゴル語で「勇者（バートル）」という説が有力である。九州の武士、赤星（あかぼし）氏や相知比（あじひ）氏の名が訛って伝わったという説もある。その出自には松浦党の武士、モンゴル系済州島人、高麗人、もしくは琉球人など各説ある。高麗が元朝に支配されてから、済州島は有数の馬産地となり、モンゴル系の定住者もいた。九州の武士団といえども千頭の馬を揃えることは難しく、阿只抜都の出自は別として、済州島民の協力があったであろうという考察がある。阿只（アズィ）や抜都（バドゥ）は蒙古語の音写に使われる（阿只児海など）。1368年、元の滅亡で力が弱まった済州島のモンゴル系住民の蜂起の可能性も否定できない。
高麗史には「銅面をつけて射る隙もなかった」という描写があるが、この時期の日本では、顎と頬を覆う「頬当」という防具はあっても、顔面全体を覆う「面頬」は戦国時代（16世紀後半）まで現れない（「高麗史」は1451年、「高麗史節要」は1452年の成立である）。中国・朝鮮・モンゴルの甲冑にも顔面防具は存在しない。この点も出自に関する謎の一つである。なお、文中では「帯銅面具」とあり、同じ表現がされた人物としては北宋の武将狄青の故事がある。
他の異説としては、藤井尚治が1937年発行の著書『国史異論奇説新学説考』の中で、阿只抜都は「アキフト」と読み、商人という日本語を意味する、という説を唱えている。